# Волиняночка (ансамбль)
«Волиняночка» — зразковий дитячо-молодіжний ансамбль народного танцю м. Луцька створений у 1986 році, при будинку культури «Просвіта», нині Палац культури [Архівовано 28 лютого 2020 у Wayback Machine.] Луцька. У 1987 році відбувся перший виступ колективу на обласному огляді-конкурсі народного танцю. За високу виконавську майстерність у 1992 році ансамблю присвоєно звання «зразковий». В складі ансамблю «Волиняночка» 3 концертні групи: молодша, середня та старша. Кожна з цих груп має свою концертну програму. Також при ансамблі працює дитяча хореографічна студія, в якій мистецтву танцю навчаються діти від 5 до 16 років. Усього колектив разом зі студією налічує понад 200 чоловік. У 1996 році створено ансамбль народної музики «Волиняночка», який супроводжує виступи танцювального колективу.
Колектив має своє неповторне обличчя завдяки збереженню та розвитку своєрідних виконавських традицій краю, автентичності, правдивості і чистоті хореографічного малюнка. За роки пошуків і знахідок у царині традиційної культури, хореографічного та музичного мистецтва Волині, сформовано багатий репертуар, в основі якого народні ігри, забави, обрядові дійства з використанням відповідної атрибутики, інструментів та іграшок. Щороку з'являються нові постановки, які вимагають напруженого навчально-виховного процесу, пошуку відповідного музичного матеріалу, а також виготовлення нових сценічних костюмів, які відзначаються самобутністю і вишуканістю.
Оригінальність композиційного втілення, висока майстерність виконання, естетичність і гармонійність поєднання усіх можливостей народного мистецтва неодноразово високо оцінювались компетентним журі на обласних, республіканських та міжнародних оглядах, конкурсах, фестивалях народної творчості. Колектив є офіційним членом української секції C.I.O.F.F. [Архівовано 5 серпня 2010 у Wayback Machine.].
На мистецькому шляху колективу, завдовжки 32 роки — більше 30 танців та хореографічних композицій, тисячі концертів. Для сотень юних обдарованих лучан, роки, пов'язані з ансамблем, залишаться неповторним спогадом дитинства і юності. Для багатьох вихованців — хореографія, танець, стали долею, як і для їх хореографів Олени та Олега Козачуків — справжніх корифеїв волинської хореографічної школи.
П'ять поколінь танцюристів виховала «Волиняночка». Круті сходинки до вершини майстерності і визнання колектив долає ціною невтомних творчих пошуків, наполегливої праці і відданому служінню високому мистецтву її Величності Терпсіхорі.
Особливим успіхом у глядачів користуються волинські танці: «Веселі личаки», «Черевички», «Чибиряйчик», «Вулиця», «Полька-грайка», Вокально-хореографічна композиція «У дитячому крузі», танець-гра «Кізлик», танець-гра «Яровицькі забавлянки», танець-гра «Ой вийтеся огірочки», «Дударики», «Опудало», «Джуринські витівки». За останні роки репертуар колективу поповнився хореографічною композицією  «Ой Весна, Весниця», танцями «Поліські викрутаси», «Іди, іди дощику», «Волинський вітальний»,  «Котику сіренький», «Грицю, Грицю до роботи», «Коники», хореографічною композицію «Колискова для Ангелів».
Показником високого рівня професіоналізму та виконавської майстерності колективу є перемоги на Всеукраїнських та Міжнародних мистецьких форумах.
Ансамбль «Волиняночка» був неодноразовим переможцем обласного конкурсу народної хореографії

## Керівники
Художній керівник та постановник, заслужений працівник культури України — Олена Козачук
Балетмейстер-постановник, заслужений працівник культури України —  Олег Козачук
Керівник оркестру — Андрій Рихлюк
Літопис ансамблю «Волиняночка» розпочато попередніми поколіннями натхнених виконавців та продовжується сьогодні.
Викладачі дитячої хореографічної студії при ансамблі –  Вікторія Оксентович

Викладач народного співу – Ірина Снитюк

Костюмер – Анна Жучко.

## Репертуар
- Хореографічна композиція «Вітальна»
- Волинський танець «Веселі личаки»
- Волинський танець «Черевички»
- Хореографічна картинка «Опудало»
- Хореографічна композиція «Волиняночка»
- Волинський танець «Полька-грайка»
- Хореографічна картинка «На пташиному дворі»
- Танець-гра «Ой вийтеся, огірочки»
- Волинський танець «Проходочка»
- Танець-гра «Ладки»
- Танець-гра «Кізлик»
- Волинський танець «Яровицькі забавлянки»
- Вокально-хореографічна композиція «У дитячому крузі»
- Волинський танець «Дударики»
- Волинський танець «Чибиряйчик»
- Хореографічна композиція «Вулиця»
- Український танець «Джуринські витівки»
- Український танець «Колядники»
- Хореографічна композиція «Мамині рушники»
- Волинський танець «Віночок»
- Хореографічна композиція «Ой Весна, Весниця»
- Хореографічна композиція «Дощик»
- Хореографічні композиції «Котику сіренький», «Грицю, Грицю до роботи», «Коники»
- Хореографічна композиція «Колискова для Ангелів».
- Український танець «Гопак»

## Концертні тури
- 1992 р. — ІІ місце у Республіканському конкурсі молодих виконавців «Твоя зоря» (м. Тернопіль)
- 1995 р. — другий дитячий фестиваль фольклору м. Стамбул (Туреччина)
- 1996 р. — міжнародний фестиваль фольклору м. Кралєво (Югославія)
- 1996 р. — П'ятий міжнародний фестиваль фольклору м. Стшегом (Польща)
- 1997 р. — Другі міжнародні мистецькі зустрічі м. Грубешов (Польща)
- 1997 р. — 7-й міжнародний фестиваль «Поліське літо з фольклором» м. Влодава (Польща)
- 1998 р. — Міжнародний дитячий фестиваль фольклору «Квіти Європи» у м. Кведлінбург (Німеччина)
- 1999 р. — Міжнародний фольклорний фестиваль «Сільвер Долар Сіті» у м. Брансон (штат Місурі США)
- 1999 р. — міжнародний дитячий фестиваль фольклору м. Зелена Гура (Польща)
- 1999 р. — міжнародний фольклорний фестиваль у м. Катовицях (Польща)
- 1999 р. — гастрольна поїздка в міста Мармаріс, Фетія, Анталія (Туреччина)
- 1999 р. — учасник творчого звіту майстрів мистецтв та художніх колективів області у м. Київі, де був нагороджений дипломом лауреата І Всеукраїнського огляду народної творчості.
- 2000 р. — Міжнародний фольклорний фестиваль «Калинове літо на Дніпрі» (Комсомольськ –на-Дніпрі, Полтавська обл..)
- 2000 р. — гран-прі міжнародного фестивалю фольклору в м. Маса (Італія)
- 2000 р. — Міжнародний фестиваль «Молодість весни» м. Білобжег (Польща)
- 2000 р. — міжнародний фестиваль фольклору м. Тхале (Німеччина)
- 2001 р. — міжнародний фестиваль фольклору м. Колобжег (Польща)
- 2001 р. — міжнародний фестиваль фольклору м. Нова Руда (Польща)
- 2001 р. — учасник гала-концерту дитячого «Пісенного вернісажу» (м. Київ)
- 2001 р. — переможець (І-ше місце) конкурсу хореографічного мистецтва «Танцюючий бриз» (м.Керч)
- 2002 р. — дипломант (І-ше місце) Міжнародного фестивалю танцю «Веселкова Терпсіхора» (м. Київ)
- 2002 р. — учасник фестивалю дитячої творчості «Стежками мавки» (м. Рівне)
- 2002 р. — учасник міжнародної зустрічі в м. Бяльсько-Бяла «подаруймо посмішку дітям», присвяченого Міжнародному дню захисту дітей (Польща)
- 2002 р. — лауреат міжнародного фестивалю фольклору в м. Марібор (Словенія)
- 2002 р. — учасник Днів культури України в м. Сочі
- 2003 р. — лауреат І Всеукраїнського фестивалю-конкурсу народної хореографії ім. Павла Вірського (м. Київ)
- 2003 р. — учасник творчого звіту майстрів мистецтв та художніх колективів області (м. Київ)
- 2003 р. — поїздка від Фонду «Україна дітям» на міжнародні зустрічі (Ліван)
- 2004 р. — І-ша премія ІІІ мистецького конкурсу Фонду «Взаємодія».
- 2004 р. — міжнародний фестиваль фольклору «Радість Європи» м.Белград (Сербія)
- 2004 р. — лауреат обласної мистецької премії імені Степана Кривенького.
- 2004 р. — учасник Всесвітньої Фольклоріади м.Будапешт (Угорщина)
- 2005 р. — учасник Днів української культури в м. Тарту (Естонія)
- 2005 р. — міжнародний фестиваль фольклору м. Біла Підляська (Польща)
- 2005 р. — міжнародний фестиваль фольклору м. Колобжег (Польща)
- 2006 р. — міжнародний фестиваль фольклору м. Люблін (Польща)
- 2007 р. — конкурс традиційного польського танцю м. Біла Підляська (Польща)
- 2007 р. — міжнародний фестиваль «Подляскій ярмарок фольклору» м.Біла Підляська (Польща)
- 2008 р. — семінар з традиційного танцю в рамках Єврорегіону Буг м.Біла Підляська (Польща)
- 2008 р. — участь в Днях України в Польщі «Полюби Україну» м. Свече (Польща)
- 2008 р. — І місце в міжнародному фестивалі-конкурсі хореографії «Містерія Dance» (м. Львів, м. Київ)
- 2008 р. — участь в міжнародному фестивалі фольклору «Рожновська ярмарка» м.Брно (Чехія)
- 2008 р. — міжнародний молодіжний фестиваль фольклору «Приморсько-2008» (Болгарія)
- 2009 р. — 11 міжнародний дитячий фестиваль фольклору (Кіпр)
- 2009 р. — участь в IV-х танцювальних зустрічах в м. Красністав (Польща)
- 2009 р. — участь в міжнародних фестивалях фольклору в містах Порту та Gouveia (Португалія)
- 2010 р. — участь в міжнародному фестивалі фольклору в місті Салоніки (Греція)
- 2011 р. — 21-й міжнародний фестиваль «Поліське літо з фольклором» м. Влодава (Польща)
- 2011 р. — 20-й міжнародний фестиваль фольклору м. Стшегом (Польща)
- 2012 р. — участь в міжнародному фестивалі фольклору «Парад Брунсум» Нідерланди
- 2013 р. — перше місце в номінації «народна хореографія» та ГРАН ПРІ фестивалю-конкурсу «Музіте 2013» м. Созополь (Болгарія)
- 2014 р. — участь в 5 міжнародному дитячому фестивалі Стамбул (Туреччина)
- 2014 р. — Перша премія на міжнародному дитячому фестивалі-конкурсі фольклору «Золота рибка» Тулча (Румунія)
- 2015 р. - участь в  міжнародному фестивалі фольклору в місті Лодзь (Польща)
- 2015 р. — участь в  міжнародному фестивалі фольклору в місті Ерфурт (Німеччина)
- 2016 р. — перше місце міжнародний фестиваль-конкурс «Діти 21 століття» місто Луцьк (Україна)
- 2016 р. — участь в концертній програмі гурту «Розмай» — «З Україною в серці» місто Неаполь (Італія)
- 2016 р. — участь в багатожанровому фестивалі «Самоцвіти Етно-фольк» місто Львів (Україна)
- 2016 р. — перше місце на міжнародному фестивалі-конкурсу фольклору «Обличчя традицій» — місто Зелена Гура (Польща)
- 2018 р. — 12-ий Міжнародний фестиваль хореографічного мистецтва "Зимові арабески у Франції" (Франція).
- 2018 р. — Міжнародний фестиваль-конкурс «Самоцвіти Аква-фест» у  Болгарії.
- 2018 р. — Міжнародний фестиваль «RE:Publika 1918- 2018 «Traditional Brno» (Чехія)
- 2018 р. — Гран-прі V Всеукраїнського фестиваль-конкурсу народної хореографії Героя України Мирослава Вантуха (м. Львів)
- 2021 р. — Гран-прі VI Всеукраїнського фестивалю-конкурсу народної хореографії імені Павла Вірського (м. Київ)
- 2021 р. — Гран-прі міжнародного фестивалю «Таланти планети 2021» (Словаччина)
- 2023 р. — Міський центр культури міста Седльці (Польща)